# Тшцинсько
Тшцинсько (пол. Trzcińsko) — село в Польщі, у гміні Яновиці-Великі Єленьоґурського повіту Нижньосілезького воєводства.
Населення — 598 осіб (2011).
У 1975-1998 роках село належало до Єленьоґурського воєводства.

## Демографія
Демографічна структура станом на 31 березня 2011 року:
|          | Загалом | Допрацездатний вік | Працездатний вік | Постпрацездатний вік |
| -------- | ------- | ------------------ | ---------------- | -------------------- |
| Чоловіки | 297     | 46                 | 226              | 25                   |
| Жінки    | 301     | 57                 | 177              | 67                   |
| Разом    | 598     | 103                | 403              | 92                   |